# Atemptat de Viena de 2020
L'Atemptat de Viena de 2020 fou un conjunt de sis atacs amb arma llarga contra civils desarmats als carrers propers a la sinagoga Stadttempel de Viena.

## Antecedents
El centre històric de Viena ja va ser l'escenari d'un atac a una sinagoga el 1981 fet per l'Organització Abu Nidal, que va matar dues persones i ferir-ne trenta. Fins aleshores, l'incident terrorista més greu a Àustria al segle xxi havia estat l'atac del temple sikh de 2009.
Des de 2015, Estat Islàmic i Al-Qaeda o simpatitzants van organitzar una ona d'atacs a Europa. Àustria se'n havia salvat fins a aquest esdeveniment. Des de finals de setembre de 2020, es va produir una onada d'incidents terroristes a Europa, tres dels quals a França: l'un atac a Paris, l'Assassinat de Samuel Paty, i un atac a Niça, un a Dresden, Alemanya i aquest d'Àustria.

## L'atac
L'acció s'inicià a les vuit del vespre per un únic atacant. Cinc civils van morir i una quinzena foren ferits. L'atacant, Kujtim Fejzulai era un simpatitzant d'Estat Islàmic i duia un cinturó bomba fals. Va ferir un policia abans de ser abatut per les forces policials. Fejzulai era un jove de vint anys amb doble nacionalitat d'Àustria i Macedònia del Nord empresonat durant 22 mesos a l'abril del 2019 després d'intentar d'anar a Síria a lluitar a la guerra civil al costat dels gihadistes d'Estat Islàmic.

## Conseqüències
Just després de l'atac es va dur a terme un gran desplegament policial i les forces especials per caçar l'atacant. L'exèrcit federal va protegir els edificis a Viena, es va blocar el centre de la ciutat i establir controls a la frontera txeca. Els WEGA (Wiener Einsatzgruppe Alarmabteilung) van entrar a l'apartament de l'atacant usant explosius, i es van detenir catorze persones en connexió amb l'atacant.